# الخروج من الهاوية (مسلسل)
الخروج من الهاوية. مسلسل كويتي، من إخراج كاظم القلاف، وتأليف زهير الدجيلي.

## الممثلون
شارك في المُسلسل عددًا من الفنانين، منهم:
- سعاد عبد الله بدور «دلال أم مبارك».
- سليمان الياسين بدور «سليمان أبو مبارك».
- أحمد الصالح بدور «عبد العزيز أبو مشعل».
- حسن إبراهيم بدور «مبارك».
- طارق العلي بدور «ناصر».
- أحمد جوهر بدور «إبراهيم».
- خليل إسماعيل بدور «أبو بشار».
- عبد الإمام عبد الله بدور «أبو وليد».
- عادل اليحيى بدور «مشعل».
- ناجية الربيع بدور «أم مشعل».
- محمد حسن بدور «عبد الوهاب».
- عبد الناصر الزاير.
- أحمد مساعد.
- أحمد السلمان.